# Papilio homerus
Papilio homerus és una espècie de lepidòpter papilionoïdeu de la família dels papiliònids (Papilionidae), la papallona més grossa de tot Amèrica.

## Descripció
És l'espècie més grossa del seu gènere amb una envergadura de 75 mm. Presenta un color fosc amb franges grogues i blaves. Els mascles tenen escates de pèl a les parts de les ales a prop de l'abdomen.

## Alimentació
Els adults liben el nèctar de moltes espècies de flors.

## Hàbitat
Viu als vessants de les muntanyes a una altitud de 152-609 m.

## Distribució geogràfica
Viu a Jamaica, a les Blue Mountains a l'est i en alguns boscos de l'oest de l'illa.

## Costums
Vola de dia des del febrer fins a l'abril i des del setembre fins a l'octubre.

## Estat de conservació
Les seues principals amenaces són el deteriorament del seu hàbitat i la caça amb finalitats comercials. Se n'ha engegat un programa de cria en captivitat i s'ha proposat el seu nomenament com a papallona nacional de Jamaica amb el propòsit de salvar-la de l'extinció.